# Schlank bis in den Tod
Schlank bis in den Tod ist ein deutsches Fernseh-Filmdrama für Sat.1 von Peter Wekwerth aus dem Jahr 1997 mit Nina Kronjäger und Thomas Heinze in den Hauptrollen.

## Handlung
Die selbstbewusste und perfektionistische Teresa Bille führt ein scheinbar rundum glückliches Leben: Ihre Arbeit im Auktionshaus entwickelt sich in eine vielversprechende Richtung und auch ihre Ehe mit Conny könnte nicht besser laufen. Teresa plagen zunehmend Selbstzweifel und will ihrer Freundin nacheifern. Sie treibt täglich in ihrer Freizeit Sport, um schlank, fit und gesund zu bleiben. Daraus entwickeln sich zunehmende Essstörungen, doch Teresa Bille will nicht wissen, dass sie an Bulimie leidet und dringend Hilfe benötigt.

## Hintergrund
Schlank bis in den Tod wurde 1996 unter dem Arbeitstitel Problemzone gedreht. Produziert wurde der Film von der Rhewes Filmproduktion. Die Erstausstrahlung des Films erfolgte am 15. April 1997 auf Sat.1.
Nina Kronjäger und Thomas Heinze, die im Film das Ehepaar Bille spielen, waren zu dem Zeitpunkt der Dreharbeiten auch in Wirklichkeit miteinander verheiratet.

## Kritik
Der film-dienst schrieb: „(Fernseh-)Melodram um permanente Selbstüberforderungen, die sich in krankhaften Essstörungen wie Bulimie ein Ventil schaffen. Ein eher plakativer, gelegentlich auch reißerischer Film, der Glaubwürdigkeit vor allem seiner Hauptdarstellerin verdankt.“